# Anemallota repetekiella
Anemallota repetekiella är en fjärilsart som beskrevs av Aleksei Konstantinovich Zagulajev 1971. Anemallota repetekiella ingår i släktet Anemallota och familjen äkta malar. Inga underarter finns listade i Catalogue of Life.